# 용산 센트럴파크 해링턴 스퀘어
용산 센트럴파크(영어: Yongsan Central Park)는 대한민국 서울특별시 용산구 한강로3가에 개발하였다. 최고 43층이며 지하 5층이고 판매시설은 지하 1층에서 지상 2층에 위치하고 있다. 2016년에 착공하여 2020년 8월에 완공되었다.
주변에는 업무시설 1개동, 대규모 문화공원이 들어섰다. 용산 4구역은 서울의 맨해튼이라는 별명이 있다.

## 역사
용산4구역은 2006년부터 계획이 시작되었고 2008년 7월부터 본격적으로 이주 및 철거가 시작되었는데 2009년 1월 20일에 철거민들의 저항으로 남일당 건물에 올라 투쟁하는 도중 경찰들의 진압으로 화재가 일어났고 사망자로 철거민 5명과 경찰 1명이 사망했으며 용산 참사가 발생했다. 2011년 8월 시공사 계약해지되고 이후 철거 작업이 완료되었고 2016년에 기공식이 열렸고 착공하였다. 2020년 8월에 완공되었다.

## 구성
아파트는 101동, 102동 39층, 103동, 104동 43층, 105동 31층으로 구성된다. C와 D동의 높이는 149.90m이다. 총 1140세대이다.
| 동 명칭 | 층수 |
| ------- | ---- |
| 101동   | 39층 |
| 102동   | 39층 |
| 103동   | 43층 |
| 104동   | 43층 |
| 105동   | 31층 |

### 용산4구역
아파트, 업무시설, 공공시설, 교회, 용산파크웨이 등으로 구성되어 있다.
| 명칭                          | 층수    | 비고 |
| ----------------------------- | ------- | --- |
| 용산 센트럴파크 해링턴 스퀘어 | 31~43층 | 용산 센트럴파크는 4개동(1140가구), 높이 149.90m이다. 펜트층의 위치는 A, B동인 39층, C, D동인 43층에, E동인 31층에 위치하고 있다. 1~2층은 판매시설, 3층은 공동주택 커뮤니티시설, 4층은 옥상정원에 있다. |
| 업무시설                      | 34층    | F동 |
| 공공시설                      | 5층     | G동 |
| 교회                          | 5층     | H동 |
| 용산파크웨이                  | 1층     | 공원 |

## 사건 및 사고
용산4구역 철거현장 화재 사건은 2009년 1월 20일 대한민국 서울특별시 용산구 한강로 2가에 위치한 남일당 건물 옥상에서 점거농성을 벌이던 세입자와 전국철거민연합회(이하 전철연) 회원들, 경찰, 용역 직원들 간의 충돌이 벌어지는 가운데 발생한 화재로 인해 다수의 사상자가 발생한 사건이다. 이 사건으로 세입자2명, 전철연 회원 2명과 경찰특공대 1명이 사망하고, 23명이 부상(경찰16명, 농성자 7명)을 입었다. 사고당시의 폭력 문제, 용역 직원, 안전 대책, 과잉 진압 여부 등에 대한 논란과 함께 검찰의 수사가 이어졌고, 이후 수사 결과, 홍보 지침, 왜곡 시도 등에 대한 논란도 있었다.